# Хокон IV
Хокон IV Хоконсон (на старонорвежки: Hákon Hákonarson; на норвежки: Håkon Håkonsson), наричан също Хокон Стария (за да бъде разграничаван от своя син Хокон Младия, който за известен период управлявал заедно с него), е крал на Норвегия от 1217 до 1263 г. Неговото управление продължило цели 46 години и било едно от най-продължителните в историята на Норвегия (по-дълго е било само управлението на Харал Прекраснокосия).

## Ранни години
В последните месеци преди смъртта си Хокон III Свересон живеел с наложницата си Инга, известно било в тесен кръг, че при смъртта му тя носела дете от него. Страхувайки се за живота на детето си, Инга родила малкия Хокон в пълна секретност във Фьолкинсборг през март или април 1204 г. През следващата зима потърсила подкрепа от верни биркебайнери, тъй като не било възможно дълго да се пази в тайна раждането на детето в несигурната обстановка на бушуващата гражданска война. През 1206 г. детето било дадено на Инге Бордсон, който му осигурил закрила и го отгледал в двора си заедно със собствения си син Гуторм. Когато през 1217 г. крал Инге Бордсон умира, неговият син Гуторм е отстранен и биркебайнерите избират за свой крал Хокон.

## Борба с претендентите
По това време враговете на Хокон Хоконсон и немалочислените претенденти за трона изказват съмнения относно произхода му и неговите права над престола, което налага майка му Инга през 1218 г. да се подложи на изпитание с нагорещено желязо, за да докаже истинността на своите твърдения. Изпитанието е преминато успешно в Берген пред висшите духовни лица на църквата.
В следващите години Хокон успява да сложи край на продължилата близо век гражданска война в Норвегия и да установи една силна монархия като e официално признат от папа Инокентий IV и коронован в Берген на 29 юли 1247 г.

## Управление
От 1240 г., когато на практика започва самостоятелното управление на Хокон Хоконсон, и чак до смъртта му през 1263 г. следва един от най-благодатните периоди на мир и сигурност в държавата, известен и като време на величие. Хокон слага ред във финансите, присъединява към държавата Исландия, Гренландия и някои датски територии, развива външната търговия и покровителства изкуствата. В края на управлението му се стигнало до изостряне на отношенията с Шотландия за контрола над Хебридските острови, което след внезапната смърт на Хокон на 16 декември 1263 довело и до загубата на тези територии от Норвегия в полза на Шотландия.

## Семейство
От брака си с Маргарет Скулесдатер (дъщерята на Скуле Бордсон) Хокон Хоконсон има трима сина и дъщеря:
- Олаф (починал като дете);
- Хокон, наречен Младши в отличие от баща си, който управлявал заедно с него от 1240 до смъртта си през 1257 г.;
- Магнус VI Лагабьоте, управлявал съвместно с баща си между 1257 и 1263 г., а след това самостоятелно до 1280 г.
- Кристин Хоконсдатер (1234-1262), омъжена за инфанта Филипе Кастилски (1231-1274), брат на крал Алфонсо X. Няма деца.[4]

Извънбрачни деца:
- Сигурд (починал в 1252 г.)[5];
- Сесилия (починала в 1248 г.), омъжена за Грегориус Андресон, а след като през 1246 г. останала вдовица се омъжва за Харалд Олафсон, крал на остров Ман (1237—1248). Двамата умират през 1248 г. при удавяне на връщане от пътуване до Британия.[6]